# Anwar el Sadat (L1020)
El Anwar el Sadat (L1020), originalmente Sevastopol, es un landing platform dock de la clase Mistral de la marina de guerra de Egipto. Fue construido por Francia inicialmente para Rusia pero finalmente fue transferido a Egipto luego del quiebre del acuerdo a raíz de la guerra de Ucrania.

## Construcción
El buque fue construido por DCNS como parte de un plan de cuatro buques Mistral para Rusia. La Sevastopol, bautizada así en honor a la ciudad de la península de Crimea, fue la segunda nave de la serie, detrás del Vladisvostok. Antes de poder ser entregada a la marina de guerra de Rusia, se rompió el acuerdo en 2015 y Francia re-vendió el buque a Egipto. La marina de guerra de Egipto lo nombró Anwar el Sadat.